# Mark Temple
Mark Temple är en brittisk ingenjör som är teknisk direktör för prestanda för det brittiska Formel 1-stallet McLaren sedan maj 2024.
År 1997 inledde Temple sin yrkeskarriär inom motorsport när han fick en anställning hos Williams F1. Det blev dock bara ett år innan Temple började studera. År 2002 avlade han en master i maskinteknik vid universitetet i Cambridge. Året efter avlade han en master of science i ingenjörsvetenskap och ledarskap inom  motorsport vid Cranfield University. År 2003 fick han en anställning hos McLaren och har arbetat på flera olika positioner inom F1-stallet. Mellan åren 2012 och 2017 var han också raceingenjör åt F1-förarna Lewis Hamilton, Sergio Pérez, Kevin Magnussen och Fernando Alonso.
I början av 2023 meddelade McLaren att deras dåvarande tekniska direktör James Key skulle lämna F1-stallet och skulle ersättas av Neil Houldey, Peter Prodromou och David Sanchez. David Sanchez anslöt sig den 1 januari 2024 men lämnade McLaren redan i april samma år vilket ledde till att McLaren utsåg Temple till teknisk direktör för prestanda månaden efter.